# 4-Pyrimidinon
4-Pyrimidinon ist eine chemische Verbindung aus der Gruppe der Pyrimidine. Die Verbindung ist Teil der Grundstruktur der Nukleinbase Isocytosin. Es findet sich ferner als Teilstruktur im Mizolastin.

## Gewinnung und Darstellung
4-Pyrimidinone können unter anderem durch Umsetzung eines β-Ketoester mit Thioharnstoff, gefolgt von der Entschwefelung des resultierenden Produkts unter Verwendung von Raney-Nickel gewonnen werden.

## Eigenschaften
4-Pyrimidinon ist ein weißer Feststoff. Spektroskopische Untersuchungen zeigen, dass im Gleichgewichtsgemisch der drei möglichen Tautomeren von 4-Pyrimidon das Amid-Tautomer gegenüber dem 4-Hydroxypyrimidin oder dem gekreuzt konjugierten vinylogen Lactam dominiert.